# 117435 Severochoa
117435 Severochoa è un asteroide della fascia principale. Scoperto nel 2005, presenta un'orbita caratterizzata da un semiasse maggiore pari a 2,7746376 UA e da un'eccentricità di 0,0074948, inclinata di 3,61554° rispetto all'eclittica.